# Блокшив

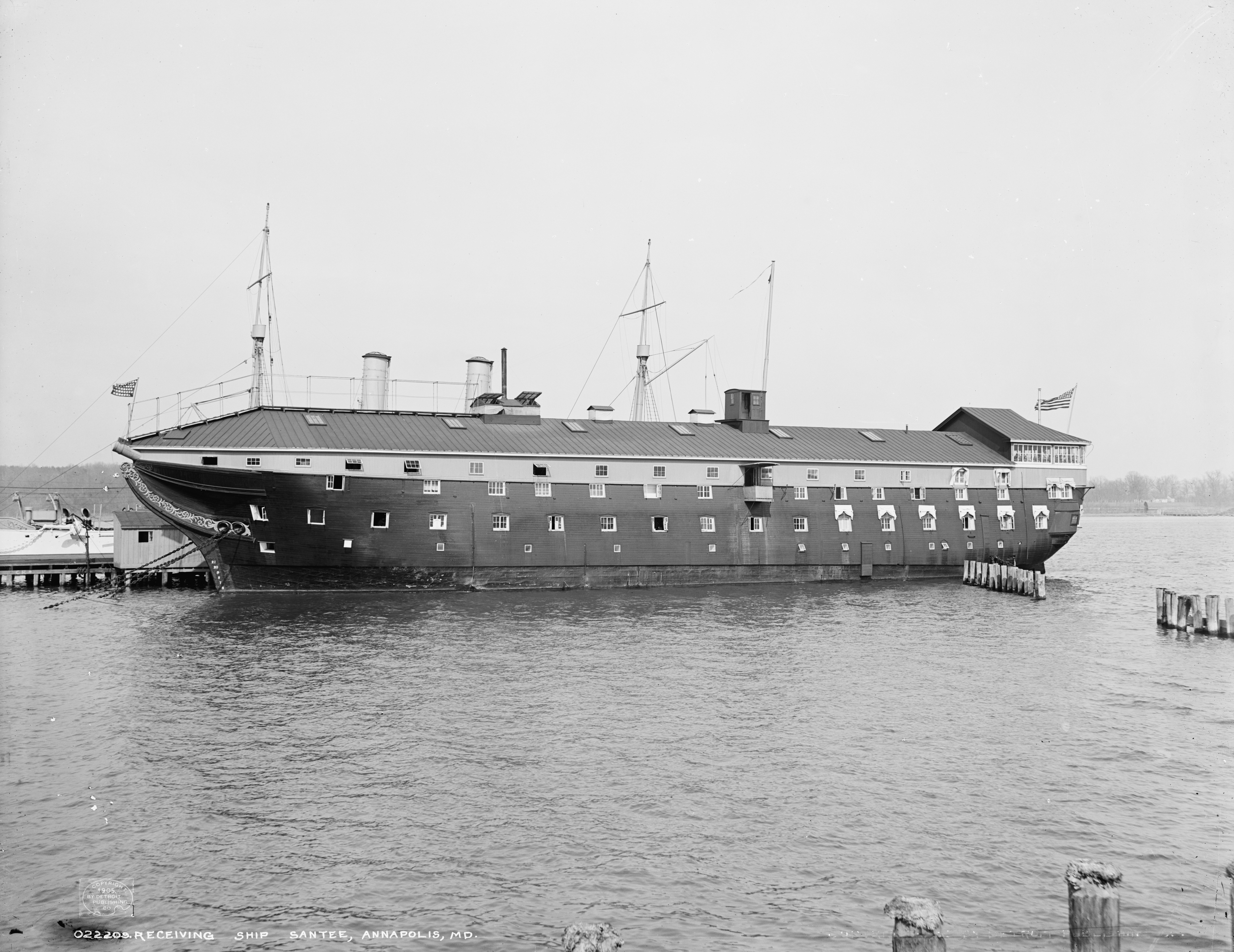
Бывший американский фрегат «Санти», ставший плавучей школой для мичманов в порту Аннаполиса (штат Мэриленд)

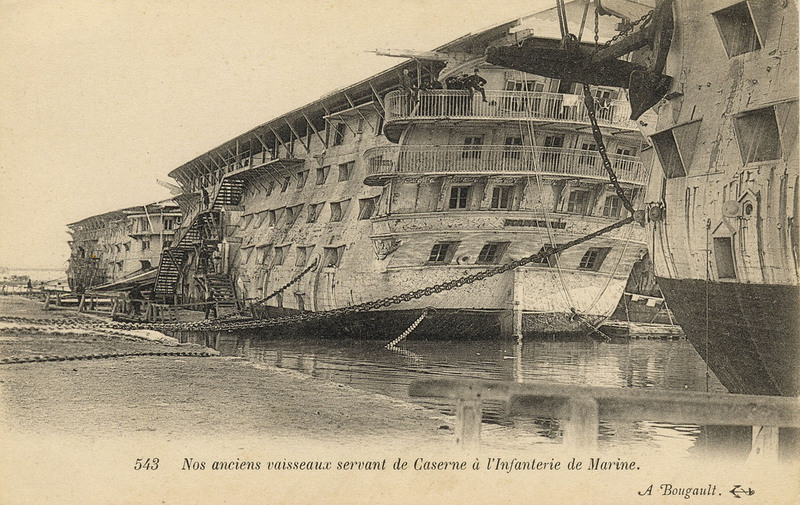
Французское судно Souverain постройки 1819 года, в 1885—1905 годах использовавшееся как морская казарма на рейде Тулона

Бло́кшив (от нем. Blockschiff) или бло́кшип (от англ. blockship) — обычно старое, несамоходное судно, оставленное у берега или в гавани, используемое в качестве плавучего склада, жилья (в том числе как плавучая казарма или тюрьма) или для размещения различных служб. В качестве блокшива могут использоваться корабли самых разных классов, за исключением только самых малых судов.

## Переоборудование
Если в блокшив переоборудывается парусное судно, то его разоснащают (снимают с него такелаж). Как парусные, так и моторные суда при переделке в блокшив обычно разоружают (снимают с них вооружение, а также главные и вспомогательные механизмы).

## Основание
Обычно суда переделывают в блокшивы, когда их корпус всё ещё сохраняет плавучесть, но уже непригоден для морских переходов и/или сражений. В эпоху парусных деревянных судов основной причиной такой переделки было старение древесины, из которой строились суда, с соответствующим уменьшением прочности корпуса, в результате чего возникала опасность разрушения судна во время перехода из-за штормов. Также в блокшивы переделывают суда по экономическим соображениям, или когда они морально устарели. В редких случаях в блокшив переделывают новые недостроенные суда, достройка которых по каким-либо соображениям была сочтена нецелесообразной.

## Примечание
1. 1 2  В исходных (немецком и английском) языках термин используется для обозначения судна, затопленного в фарватере для предотвращения прохода вражеских сил. См. соответственно Blockschiff и Blockship.